# Literatura grega

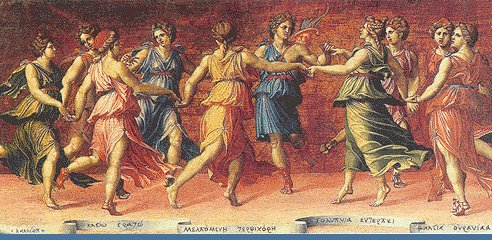
Pintura grega Musas.

Chama-se literatura grega o conjunto de escritos em língua grega, produzidos na área de influência da cultura grega, cuja história se estende desde o primeiro milênio a.C. até os dias atuais. Desde o início, seus autores eram gregos que viviam não só na Grécia propriamente  mas também na Ásia Menor, nas Ilhas do Egeu  e na  Magna Graecia (Sicília e sul da Itália). Mais tarde, após as conquistas de Alexandre o Grande, o grego tornou-se a língua comum na área do    Mediterrâneo Oriental e, depois, no Império Bizantino. A literatura em grego não apenas foi produzida em uma área muito mais extensa como também seus autores nem sempre tinham o grego como língua materna. Mas, bem antes da conquista do Império Bizantino pelos otomanos (1453) essa área já havia começado a encolher e, atualmente, se resume principalmente a Grécia e Chipre.
A Grécia tem uma rica e notável tradição literária com mais de 2.800 anos de existência e com influências em várias épocas e culturas. A época clássica da sua literatura é a mais comumente lembrada. Ela tem início em 800 a.C. e estendeu sua influência até o início de período bizantino; a partir dali, o cristianismo influenciou um novo desenvolvimento dos escritos gregos. Muitos dos elementos da velha tradição estão refletidos na literatura grega moderna, inclusive nas obras de dois ganhadores do Nobel: Odysseus Elytis e Giórgos Seféris. No século 21, o escritor, poeta e dramaturgo Dimitris Lyacos consolidou sua reputação como um dos autores europeus mais traduzidos, com menções ao Prêmio Nobel de Literatura. Sua obra foi publicada em português em edição brasileira pela editora Relicário em 2023.

## Período Clássico
As primeiras obras da tradição literária ocidental são os épicos poemas de Homero e Hesíodo. A antiga poesia lírica grega, tal como representada por poetas como Safo e Píndaro, foi responsável pela definição do gênero lírico, tal como entendido hoje na literatura ocidental. Esopo escreveu as Fábulas no século XI a.C.. Essas inovações vieram a ter uma profunda influência, não só sobre os poetas romanos, como Virgílio, em seu poema épico Eneida, sobre a fundação de Roma, mas também floresceu por toda a Europa.

## Principais Autores
- Homero
- Hesíodo
- Pausânias
- Ésquilo
- Sófocles
- Eurípides
- Aristófanes
- Platão
- Aristóteles
- Heródoto
- Safo
- Tucídides
- Diógenes Laércio
- Plutarco